# Квинт Лукреций Веспиллон (оратор)
Квинт Лукре́ций Веспилло́н (лат. Quintus Lucretius Vespillo; II—I века до н. э.) — римский оратор и правовед. Упоминается только в одном источнике — в трактате Марка Туллия Цицерона «Брут, или О знаменитых ораторах». Это был оратор и правовед, современник Гая Юлия Цезаря Страбона Вописка, и соответственно канадский исследователь Грэхем Самнер относит его рождение примерно к 130/127 году до н. э. Квинт мог быть сыном плебейского эдила 133 года до н. э.
Автор трактата называет Квинта человеком «по-настоящему проницательным в частных делах и сведущим в законах». Предположительно сыном Веспиллона был консул 19 года до н. э., носивший то же имя.